# Lymari Nadal
Lymari Nadal Torres(Ponce, Puerto Rico; 11 de febrero de 1978) es una actriz estadounidense.
A los 22 años de edad finalizó su máster en Química en la Universidad de Puerto Rico, donde también tomó clases de actuación, y luego se mudó a Los Ángeles en 2001. Actuó en la película American Gangster, interpretando a la esposa de Frank Lucas (Denzel Washington).
Nadal estuvo casada con el actor Edward James Olmos entre 2002 y 2013.

## Filmografía

### Cine y televisión
| Título                        | Año  | Personaje |
| ----------------------------- | ---- | --------- |
| American Family               | 2002 | Linda     |
| Battlestar Galactica          | 2003 | Giana     |
| Ladrones y mentirosos         | 2006 | Marisol   |
| American Gangster             | 2007 | Eva Lucas |
| Battlestar Galactica: El Plan | 2009 | Giana     |
| America                       | 2011 | America   |
| Light from the Darkroom       | 2014 | Blanca    |
| Then There Was                | 2014 | Julia     |
| Kreep                         | 2016 | Kreep     |